# Nicotinevervangingstherapie
Nicotinevervangingstherapie is een medisch goedgekeurde manier om nicotine op een andere manier dan via tabak in te nemen. Het wordt gebruikt om te helpen bij het stoppen met roken of het stoppen met pruimtabak. Het vergroot de kans om te stoppen met roken met ongeveer 55%. Vaak wordt het samen met andere gedragstechnieken ingezet. Nicotine vervangingstherapie is ook gebruikt om colitis ulcerosa te behandelen. Soorten nicotinevervangers zijn de zelfklevende pleister, kauwgom, zuigtabletten, neusspray en inhalator. Het gebruik van meerdere soorten nicotinevervangers tegelijk kan de effectiviteit vergroten.
Vaak voorkomende bijwerkingen zijn afhankelijk van de samenstelling van de nicotinevervanger. Vaak voorkomende bijwerkingen van de kauwgom zijn misselijkheid, de hik en irritatie van de mond. Vaak voorkomende bijwerkingen van de pleister zijn huidirritatie en een droge mond, terwijl de inhalator vaak hoest, een loopneus of hoofdpijn tot gevolg heeft. Ernstige risico's bij het gebruik zijn onder andere nicotinevergiftiging en aanhoudende verslaving. Het lijkt erop dat het risico op hartaanvallen niet wordt vergroot. Er zijn mogelijke schadelijke gevolgen voor de baby als het tijdens de zwangerschap wordt gebruikt. Nicotine vervangingstherapie werkt door het verminderen van de hunkering veroorzaakt door nicotineverslaving.
Therapieën voor het vervangen van nicotine werden in 1984 voor het eerst goedgekeurd voor gebruik in de Verenigde Staten. Nicotinevervangende producten staan op de lijst van essentiële geneesmiddelen van de Wereldgezondheidsorganisatie. Zij zijn verkrijgbaar als generieke medicatie. In de Verenigde Staten kost een maand pleisters of kauwgom tussen de US$ 100 en US$ 200, hoewel andere toedieningsvormen duurder zijn.